# Digitized Sky Survey
La  Digitized Sky Survey (comunemente abbreviato in DSS) è la versione digitalizzata di una serie di indagini astronomiche del cielo notturno realizzata dallo Space Telescope Science Institute tra il 1983 e il 2006.

## Versioni
La dizione Digitized Sky Survey originariamente si riferiva alla pubblicazione avvenuta nel 1994 della versione interamente digitalizzata di un atlante fotografico dell'intera volta celesta utilizzato per la prima versione del Guide Star Catalog.
Per l'emisfero boreale fu utilizzata la banda E della Palomar Sky Survey che ha fornito la maggior parte dei dati (indicati con "XE" nell'indagine).
Per l'emisfero australe sono state usate la banda J del Southern Sky Atlas (noto come SERC-J, code "S") dell'ESO/SERC, e la banda V (blu o visibile nel sistema fotometrico UBV di Johnson–Kron–Cousins) della SERC-J Equatorial Extension (SERC-QV, code "XV"), del UK Schmidt Telescope presso l'australiano Siding Spring Observatory.